# Žaliakalnis
Žaliakalnis ist ein Stadtteil der zweitgrößten litauischen Stadt Kaunas, nordöstlich von der Altstadt Kaunas und Naujamiestis, zwischen der Neris und Girstupis-Tal. Im Norden und im Nordosten befinden sich Kalniečiai, Murava, Dainava. Seit dem 24. Februar 2000 gehört Žaliakalnis mit Kalniečiai dem Amtsbezirk Žaliakalnis.

## Bauten
- Zoologischer Garten Litauens
- Christi Auferstehung (Kaunas)
- Sporthalle Kaunas

## Personen
- Danielius Dolskis (1891–1931), Musiker
- Balys Sruoga (1896–1947), Dramatiker